# Liste des championnes du monde poids super-coqs de boxe anglaise
La liste des championnes du monde poids super-coqs de boxe anglaise regroupe les championnes du monde de boxe anglaise de la catégorie des poids super-coqs reconnues par les organisations suivantes :
- La WBA (World Boxing Association), fondée en 1921 et succédant à la NBA (National Boxing Association) en 1962,
- La WBC (World Boxing Council), fondée en 1963,
- L'IBF (International Boxing Federation), fondée en 1983,
- La WBO (World Boxing Organization), fondée en 1988.

Mise à jour : 1er décembre 2022

## WBA
| Gain du titre    | Perte du titre   | Championne             | Défenses |
| ---------------- | ---------------- | ---------------------- | -------- |
| 12 août 2006     | 20 janvier 2010  | Marcela Acuña (en)     | 5        |
| 27 mars 2010     | 2 avril 2011     | Lisa Brown (en)        | 0        |
| 2 avril 2011     | 28 janvier 2012  | Chantal Martínez (en)  | 2        |
| 28 janvier 2012  | 2012             | Jackie Nava (en)       | 2        |
| 6 octobre 2012   | 2016             | Yésica Patricia Marcos | 3        |
| 15 avril 2016    | 5 août 2017      | Liliana Palmera        | 1        |
| 5 août 2017      | 18 novembre 2017 | Alys Sánchez (en)      | 0        |
| 18 novembre 2017 | 19 mai 2018      | Liliana Palmera        | 0        |
| 19 mai 2018      | 2019             | Yazmín Rivas (en)      | 1        |
| 7 février 2020   |                  | Mayerlin Rivas (en)    | 0        |

## WBC
| Gain du titre    | Perte du titre   | Championne              | Défenses |
| ---------------- | ---------------- | ----------------------- | -------- |
| 30 mai 2005      | 20 mai 2006      | Jackie Nava (en)        | 2        |
| 20 mai 2006      | 4 décembre 2008  | Alejandra Oliveras (en) | 3        |
| 4 décembre 2008  | 2010             | Marcela Acuña (en)      | 4        |
| 23 juillet 2011  | 6 septembre 2014 | Alicia Ashley (en)      | 3        |
| 6 septembre 2014 | 2015             | Jackie Nava (en)        | 2        |
| 29 octobre 2015  | 1er octobre 2016 | Alicia Ashley (en)      | 0        |
| 1er octobre 2016 | 16 novembre 2019 | Fatuma Zarika (en)      | 1        |
| 16 novembre 2019 |                  | Yamileth Mercado (en)   | 3        |

## IBF
| Gain du titre    | Perte du titre | Championne                   | Défenses |
| ---------------- | -------------- | ---------------------------- | -------- |
| 31 mars 2011     | 24 mars 2012   | Ada Vélez (en)               | 1        |
| 24 mars 2012     | 2014           | Katy Wilson Castillo         | 2        |
| 16 novembre 2014 | 2016           | Yulihan Luna (en)            | 1        |
| 16 décembre 2016 | 13 avril 2018  | Marcela Acuña (en)           | 1        |
| 13 avril 2018    | 2018           | Daniela Romina Bermúdez (en) | 0        |
| 10 août 2018     | 2020           | Marcela Acuña (en)           | 2        |
| 4 décembre 2020  | 2022           | Daniela Romina Bermúdez (en) | 0        |
| 20 avril 2022    |                | Cherneka Johnson (en)        | 0        |

## WBO
| Gain du titre    | Perte du titre | Championne                   | Défenses |
| ---------------- | -------------- | ---------------------------- | -------- |
| 4 décembre 2009  | 16 mars 2012   | Ana Julaton (en)             | 2        |
| 16 mars 2012     | 2013           | Yésica Patricia Marcos       | 2        |
| 25 octobre 2013  | 2016           | Marcela Acuña (en)           | 2        |
| 10 mai 2016      | 2016           | Sabrina Maribel Pérez        | 0        |
| 18 octobre 2016  | 2018           | Amanda Serrano               | 2        |
| 13 avril 2018    | 2018           | Daniela Romina Bermúdez (en) | 0        |
| 25 août 2018     | 2021           | Dina Thorslund (en)          | 3        |
| 20 novembre 2021 |                | Ségolène Lefebvre (en)       | 3        |